# Ô-de-Selle
Ô-de-Selle – gmina we Francji, w regionie Hauts-de-France, w departamencie Somma. W 2016 roku liczba ludności wynosiła 1237 mieszkańców. 
Gmina została utworzona 1 stycznia 2019 roku z połączenia trzech ówczesnych gmin: Lœuilly, Neuville-lès-Lœuilly oraz Tilloy-lès-Conty. Siedzibą gminy została miejscowość Lœuilly. 